# Судебная система Казахстана
Судебная система Казахстана — система органов государственной власти (судов), осуществляющих правосудие на территории Республики Казахстан в соответствии с Конституцией республики и другими законами.

## Введение
Казахстан по Конституции является демократическим, светским и правовым государством. Казахстанская правовая система относится к романо-германской правовой семье, которой присуще чёткое отраслевое деление норм права. Принцип разделения властей провозглашен в Конституции страны, так высшим представительным органом Республики, осуществляющим законодательные функции является двухпалатный Парламент, исполнительным органов признается Правительство, а судебная власть осуществляется судом в лице постоянных судей, а также 10 присяжных заседателей, привлекаемых к уголовному судопроизводству. 
Судебная власть в Казахстане осуществляется только судами и от имени Республики Казахстан. В судебную систему входят Верховный Суд Республики, местные и другие суды Республики, учреждаемые законом. Запрещается учреждение специальных и чрезвычайных судов под каким-либо названием. Также, полномочия суда не могут быть переданы другим органам. Областные и приравненные к ним суды, а также районные и приравненные к ним суды, образуются, реорганизуются, переименовываются и упраздняются Президентом Республики Казахстан по представлению Председателя Верховного Суда, согласованному с Высшим Судебным Советом.
На территории Международного финансового центра «Астана» образуется Суд, который состоит из двух инстанцией (суд первой инстанции и апелляционный суд), он не входит в судебную систему Республики Казахстан, а его законодательство основано на процессуальных принципах и нормах Англии и Уэльса и (или) стандартах ведущих мировых финансовых центров.

## Основные принципы судопроизводства
При применении закона судья должен руководствоваться следующими принципами:
- лицо считается невиновным в совершении преступления, пока его виновность не будет признана вступившим в законную силу приговором суда (Презумпция невиновности);
- никто не может быть подвергнут повторно уголовной или административной ответственности за одно и то же правонарушение;
- никому не может быть без его согласия изменена подсудность, предусмотренная для него законом;
- в суде каждый имеет право быть выслушанным;
- законы, устанавливающие или усиливающие ответственность, возлагающие новые обязанности на граждан или ухудшающие их положение, обратной силы не имеют. Если после совершения правонарушения ответственность за него законом отменена или смягчена, применяется новый закон;
- обвиняемый не обязан доказывать свою невиновность;
- никто не обязан давать показания против самого себя, супруга (супруги) и близких родственников, круг которых определяется законом;
- Священнослужители не обязаны свидетельствовать против доверившихся им на исповеди;
- любые сомнения в виновности лица толкуются в пользу обвиняемого;
- не имеют юридической силы доказательства, полученные незаконным способом;
- никто не может быть осужден лишь на основе его собственного признания;
- применение уголовного закона по аналогии не допускается.

## Законодательство
Казахстанское судебное законодательство в первые годы независимости опиралось на советское судебное законодательство. В частности, правосудие осуществлялось на основании Конституции СССР, Конституции Казахской ССР, Закона СССР «О статусе судей в СССР», а также Закона Казахской ССР от 23 ноября 1990 года «О судоустройстве Казахской ССР». Данный закон можно назвать первым законом заложившим основу судопроизводству в Казахстане, он действовал наряду с Указом Президента имеющим силу Закона от 20 октября 1995 года «О судах Республики Казахстан» вплоть до принятия нового Конституционного закона Республики Казахстан 25 декабря 2000 года «О судебной системе и статусе судей Республики Казахстан». 
- Закон о Высшем Судебном Совете Республики Казахстан[15]
- Закон о присяжных заседателях[16]
- Положения о Департаменте по обеспечению деятельности судов при Верховном Суде Республики Казахстан[17]
- Положение о Судебном жюри[18]

### Интересные факты
Если Закон Казахской ССР «О судоустройстве Казахской ССР», который был принят в 1990 году предусматривал образование районных и областных судов Верховным Советом республики (т.е. Парламентом) по рекомендации Министра юстиции Казахстана, то новый закон, принятый в 2000 году гласит, что образование районных и областных судов производится Президентом Казахстана по предложению Председателя Верховного Суда, согласованному с Высшим Судебным Советом.
Если закон от 1990 года предусматривал, что Верховному суду Казахской ССР принадлежит право законодательной инициативы в Верховном Совете Казахской ССР, то новый закон о 2000 года отменил эту прерогативу. Это связано с принятием новой Конституции Казахстана. 
Если Закон «О судоустройстве Казахской ССР» предусматривал рассмотрение уголовных дела о преступлениях, за которые законом предусмотрена смертная казнь, рассматриваются коллегиально в составе трех судей. А Закон «О судебной системе и статусе судей Республики Казахстан» предусматривает рассматривает любых таких уголовных дел с присяжными заседателями, т.е. был введен новый институт в системе правосудия - присяжные заседатели. 
Также, новый закон предусматривает такие институты как Высший Судебный Совет,  Судейское сообщество и его органы, Судебное жюри.

## Судебная система
1) Верховный Суд Республики Казахстан
- - пленарное заседание[25]
  - президиум пленарного заседания
  - надзорная судебная коллегия по гражданским делам[26]
  - надзорная судебная коллегия по уголовным делам[27]
  - специализированная судебная коллегия по уголовным делам[28]

2) III инстанция - Кассационные суды.  Являются важным элементом судебной системы, поскольку помогают исправлять ошибки в судебных решениях и обеспечивают правильное применение законодательства. Они отделены от Верховного Суда. Указом Президента Республики Казахстан образованы кассационные суды по уголовным, административным, гражданским делам. Все 3 суда находятся в Астане. Их штатная численность составляет 90 судей. Председатель и судьи назначаются Указами Президента по согласованию с Высшим Судебным Советом.
3) II инстанция – областные и приравненные к ним суды (городской суд столицы республики, городской суд города республиканского значения, Военный суд войск Республики Казахстан)
- - Суд г. Астана[30]
  - Суд г. Шымкент[31]
  - Суд г. Алма-Аты[32]
  - Суд области Абай
  - Акмолинский областной суд[33]
  - Актюбинский областной суд
  - Алма-Атинский областной суд
  - Атырауский областной суд
  - Восточно-Казахстанский областной суд
  - Жамбылский областной суд
  - Суд области Жетысу
  - Западно-Казахстанский областной суд
  - Карагандинский областной суд
  - Костанайский областной суд
  - Кызылординский областной суд
  - Мангистауский областной суд
  - Павлодарский областной суд
  - Северо-Казахстанский областной суд
  - Туркестанский областной суд
  - Суд области Улытау
  - Военный суд

4) I инстанция – районные и приравненные к ним суды (городской, специализированные суды, военный суд гарнизона).

## Верховный суд
Верховный Cуд Казахстана является высшим судебным органом по гражданским, уголовным и иным делам, осуществляет надзор за деятельностью судов и дает разъяснения по вопросам судебной практики.
Верховный Cуд состоит из Председателя ВС, председателей коллегий и судей. Председатель Верховного Суда, председатели коллегий и судьи Верховного Суда Республики Казахстан избираются Сенатом по представлению Президента Республики. Председатели областных и приравненных к ним судов, председатели их коллегий и судьи назначаются на должность Президентом Республики по рекомендации Высшего Судебного Совета Республики.
Верховный суд в первую очередь занимается обеспечением единообразия судебной практики. Пересмотр судебных актов в нём возможен в исключительных случаях, по представлению судьи Верховного суда, если они приняты местными и кассационными судами вразрез с судебной практикой или 
требуют пересмотра в интересах развития права.

## Кассационные суды
Кассационные суды являются судами 3-й инстанции, а также важным элементом судебной системы, поскольку помогают исправлять ошибки в судебных решениях и обеспечивают правильное применение законодательства. Главная цель – не допустить осуждения невиновных. Они отделены от Верховного Суда. Указом Президента Республики Казахстан образованы кассационные суды по уголовным, административным, гражданским делам. Они работают по принципу «сплошной кассации». Все 3 суда находятся в Астане. Их штатная численность составляет 90 судей. Председатель и судьи назначаются Указами Президента по согласованию с Высшим Судебным Советом.

## Областные и приравненные к ним суды
Областные и приравненные к ним суды образуются, реорганизуются и упраздняются Президентом Казахстана по представлению уполномоченного органа, согласованному с Председателем Верховного суда. Общее число судей областных судов утверждает Президент Казахстана по представлению уполномоченного органа.
Областной и приравненный к нему суд состоит из председателя, председателей коллегий и судей. Органами областного суда являются:
- надзорная коллегия;
- коллегия по гражданским делам;
- коллегия по уголовным делам;
- пленарное заседание.

Коллегия по гражданским делам и коллегия по уголовным делам областного суда возлагаются председателями коллегий, а надзорная коллегия – председателем суда. Число судей в каждой коллегии по представлению председателя суда устанавливается на пленарном заседании. Надзорная коллегия состоит из судей данного суда, избираемых ежегодно тайным голосованием на пленарном заседании большинством голосов от общего числа судей.
Коллегия по гражданским делам и коллегия по уголовным делам состоят из судей, персональный состав которых устанавливается председателем суда после обсуждения на пленарном заседании. В коллегии по гражданским делам и в коллегии по уголовным делам председателе суда могут создаваться специализированные составы.
Председатель областного суда является судьей и наряду с выполнением обязанностей судьи:
- организует рассмотрение судебных дел судьями;
- возглавляет надзорную коллегию, вправе председательствовать при рассмотрении судебных дел в коллегиях;
- в необходимых случаях привлекает судей одной коллегии (кроме надзорной коллегии) для рассмотрения дел в составе другой коллегии;
- созывает пленарные заседания областного суда и председательствует на них;
- в случае временного отсутствия председателя коллегии возлагает исполнение его обязанностей на из судей коллегии;
- возбуждает дисциплинарные производства в отношении председателей коллегий и судей областного суда, председателей и судей районных судов;
- организует ведение судебной статистики, изучение судебной практики;
- издает распоряжения;
- ведет личный прием граждан;
- осуществляет другие полномочия, предусмотренные законом.

В случае временного отсутствия председателя областного суда его обязанности по его распоряжению возлагаются на одного из председателей коллегий суда.

## Районные и приравненные к ним суды
Районные и приравненные к ним суды образуются, реорганизуются и упраздняются Президентом Казахстана по представлению уполномоченного органа, согласованному с Председателем Верховного суда.
Президент РК может образовать в нескольких административно-территориальных единицах один районный суд или в одной административно-территориальной единице несколько районных судов. Общее число судей для районных судов утверждает Президент Казахстана по представлению уполномоченного органа. Количество судей для каждого районного суда устанавливается уполномоченным органом на основании представления председателя этого суда.
Районный суд состоит из председателя и судей. Если по штату в районном суде предусмотрен один судья (односоставный суд), он осуществляет полномочия
председателя этого суда. Районный суд является судом первой инстанции. 
Районный суд:
- рассматривает судебные дела и материалы, отнесенные к его подсудности;
- ведет судебную статистику;
- осуществляет другие полномочия, предусмотренные законом.

Председатель районного суда является судьей и наряду с выполнением обязанностей судьи:
- организует рассмотрение судебных дел судьями суда;
- осуществляет общее руководство канцелярией суде;
- организует ведение и анализ судебной статистики;
- организует прохождение стажировки кандидатами на должность судьи;
- издает распоряжение;
- осуществляет другие полномочия, предусмотренные законом.

## Специализированные межрайонные суды
16 января 2001 года в порядке эксперимента были образованы межрайонные специализированные экономические суды в городах Алма-Ата и Караганда. 
Анализ деятельности экспериментальных экономических судов за 2001 год показал, что целесообразно образовать экономические суды во всех областях республики и в городе Астане.  В настоящее время создана соответствующая правовая база по обеспечению деятельности экономических судов, в частности, внесены изменения и дополнения в Гражданский процессуальный кодекс Республики Казахстан, где определена подсудность этих судов. 
Развитие административной юстиции обусловило необходимость создания специализированных межрайонных административных судов, которые действуют в Казахстане с сентября 2004 года. 
Первые специализированные межрайонные суды по делам несовершеннолетних были образованы по Указу Президента Казахстана в августе 2007 года в Астане и Алма-Ате. Затем они появились во всех областных центрах и некоторых крупных городах республики.
В январе 2010 года были созданы специализированные межрайонные суды по уголовным делам, к подсудности которых отнесены дела по особо тяжким преступлениям. Они работают в том числе с участием присяжных заседателей.
Стремительное развитие рыночных отношений и гражданского общества служит предпосылкой дальнейшей специализации судов и судей. Например, для повышения гарантий защиты трудовых прав казахстанцев возникла необходимость создания специализированных судов этого института, считает председатель надзорной судебной коллегии по гражданским и административным делам Верховного суда Казахстана Елис Абдыкадыров.

## Критика
Положения законодательства и правоприменительная практика в Республике Казахстан продолжают не соответствовать международным стандартам по вопросам независимости судебной власти и справедливого судебного процесса. Отсутствие системной независимости судебной системы ведет к нарушению требований беспристрастности и объективности отправления правосудия.  Уголовно-процессуальное законодательство также содержит нормы, которые противоречат принципам состязательности судопроизводства.

## Коммерческий арбитраж
В Казахстане работают коммерческие арбитражные суды, независимые от  государства.